# Orchestia
Orchestia is een geslacht van vlokreeften uit de familie van de Talitridae. De wetenschappelijke naam van dit geslacht is voor het eerst geldig gepubliceerd in 1814 door William Elford Leach. Leach rekende een soort tot dit geslacht: Orchestia littorea, die algemeen voorkwam aan de Britse kusten en zich schuilhield onder de "rejectamenta van de zee" (zeewier en andere aangespoelde materialen). Deze soortnaam is later beschouwd als een synoniem van Orchestia gammarellus (Pallas, 1766), dit is de kwelderspringer.

## Soorten
Volgens het World Register of Marine Species behoren volgende soorten tot het geslacht Orchestia:
- Orchestia aestuarensis Wildish, 1987
- Orchestia aucklandiae Spence Bate, 1862
- Orchestia bottae H. Milne Edwards, 1840
- Orchestia gambierensis Chevreux, 1908
- Orchestia gammarellus (Pallas, 1766) (Kwelderspringer)
- Orchestia ghigii Vecchi, 1929
- Orchestia magnifica Vecchi, 1931
- Orchestia marquesana Stephensen, 1935
- Orchestia mediterranea Costa, 1853 (Breedpootspringer)
- Orchestia montagui Audouin, 1826
- Orchestia ponapensis J.L. Barnard, 1960
- Orchestia scutigerula Dana, 1853
- Orchestia sulensoni Stebbing, 1899
- Orchestia xylino Lowry & Fanini, 2013

Tientallen andere soorten die vroeger tot Orchestia werden gerekend, zijn later ondergebracht in andere geslachten (Floresorchestia, Cryptorchestia, Transorchestia, Talorchestia enz.)